# イージー・アクション (T・レックスの曲)
「イージー・アクション (Solid Gold Easy Action)」は、マーク・ボランが書いたT・レックスの楽曲。1972年にシングルとしてリリースされ、全英シングルチャートで第2位まで上昇した。この曲は、いずれのオリジナル・スタジオ・アルバムにも収録されなかったが、1972年にEMIが出したコンピレーション・アルバム『Great Hits』に収録された。この曲では、ボランとともにジェフ・リンがギターを演奏しているが、これに対する返礼としてボランは、この録音後ほどなくして、リンの率いるエレクトリック・ライト・オーケストラ (ELO) のヒット曲「Ma-Ma-Ma Belle」の録音に参加した。

## 歌詞の内容
この曲の音楽的なスタイルは、1950年代のロックンロールに根差すものであるが、歌詞はシュルレアリスム（超現実主義）的であり、ボラン的なナンセンス詩の典型的な一例となっている。この曲は、ボランの多くのヒット曲と同様に、狐や虎といった捕食動物への言及とともに、「サティスファクション (satisfaction)」や「アクション (action)」といった単語を多用し、性的なほのめかしを曲に盛り込んでいる。リズムや、素早いパターンで掻き鳴らされるギターと結び付けて、ボランは、当時のポピュラー文化の潮流となっていた、十代の性的フラストレーションのイメージを創り出している。曲の後半のブレイクのところで、これはさらに強調され、「I know you're shrewd and she's a dude / But all I want is easy action」という歌詞によって、歌い手が相手の性別を問わず性交渉を求めており、それを他人がどう考えよと構わない、と思っていることが示唆されている。
『ケラング!』誌の創設者ジョフ・バートンは、『Classic Rock』誌への寄稿の中で、この曲の冒頭の2行「Life is the same and it always will be / Easy as picking foxes from a tree」は、マーク・ボランの1977年の事故死を予言するものであったと述べた。立ち木に衝突して事故死したときボランが乗っていた車のナンバープレートは「FOX 661L」であった。これは、マーク・ボランの死をめぐる数多くの「予言」とされるもののひとつである。

## 他のバージョン
1981年、デパートメントSは、バッキング・ボーカルにバナナラマを据えて、この曲をカバーし、シングル「Is Vic There?」のB面に収録した。2007年には、ザ・フラテリスがこの曲をカバーして、映画『ホット・ファズ -俺たちスーパーポリスメン!-』no
サウンドトラック に収録した。 キム・ワイルドは、2007年11月の「Perfect Girl」ツアーの2期でこの曲を取り上げた。2015年1月現在、この曲はイギリスにおいて、アズダの広告に使用されている。

## トラック・リスト
1. "Solid Gold Easy Action"
2. "Born To Boogie"

## チャート成績
| チャート（(1972年 – 1973年）       | 最高位 |
| ---------------------------------- | ------ |
| オーストラリア (Go-Set Top 40)     | 39     |
| オーストリア (Ö3 Austria Top 40)   | 13     |
| フランス (SNEP)                    | 68     |
| ドイツ (Official German Charts)    | 6      |
| アイルランド (Irish Singles Chart) | 4      |
| ノルウェー (VG-lista)              | 5      |
| UK シングルス (OCC)                | 2      |